# Benevento Canale 43 Tv
Benevento Canale 43 Tv è stata una televisione locale operante in provincia di Benevento. Ha sede a Benevento, in via Capitano Rampone, 63.

## Storia
Benevento Canale 43 Tv fu fondata a Benevento nel 1979 con il nome Rete 43 dall'attuale direttore Americo Bollo. Nel dicembre del 2009 ottiene dal Ministero dello sviluppo economico la concessione a trasmettere in tecnica digitale in Provincia di Benevento, ottenendo il diritto d'uso, in tale area, della frequenza UHF 62. A fine marzo 2012, in vista della prossima rottamazione dell'arco di frequenze compreso nella banda 800 MHz per destinare tali risorse alla tecnologia LTE, il Ministero ha modificato i diritti d'uso dell'emittente, autorizzandone il trasferimento sulla frequenza UHF 24.
Il nome dell'emittente deriva dall'originario canale UHF utilizzato per trasmettere a Benevento città dalla postazione di Benevento - Monte della Guardia (Pacevecchia). Il canale di trasmissione originario, tuttavia, venne in seguito sostituito con il canale UHF 41, che rispetto al precedente soffriva di minori problemi di interferenze, senza che tale spostamento abbia poi comportato un cambiamento anche del nome dell'emittente stessa.